# 邵年齊
邵年齊，雲南雲南府晉寧州人。明朝政治人物、進士出身。

## 生平
萬曆十三年（1585年）乙酉科雲南鄉試舉人，十七年（1589年）己丑科三甲六十二名進士，授新都县知县，擢主事。